# 토요일 전원출발
《토요일 전원출발》 은 1996년 3월 9일부터 1998년 2월 28일까지 방송된 예능프로그램이다.
한편, 1997년 10월 25일부터 2시간으로 확대 편성했지만 "시청률에 집착했다"는 혹평을 받은 데다 대부분의 주말 오락 프로그램들과 마찬가지로 연예인들이 무더기로 나와 깔깔거리거나 방청석 10대 괴성을 그대로 전했다는 지적을 받았다.
결국 1998년 1월 10일부터 1부가 없어졌지만 10대 위주의 TV문화를 바꾸겠다는 KBS 측의 판단 아래 1부 폐지 1달 만에 프로그램이 막을 내렸다.

## 기획 의도
주말에 하는 전원프로그램이다.

## 역대 방송시간
| 방송 채널 | 방송 기간                          | 방송 시간                    |
| --------- | ---------------------------------- | ---------------------------- |
| KBS 2TV   | 1996년 3월 9일 ~ 1996년 9월 21일   | 매주 토요일 저녁 6:50 ~ 7:55 |
| KBS 2TV   | 1996년 9월 28일                    | 매주 토요일 저녁 6:00 ~ 7:55 |
| KBS 2TV   | 1996년 10월 5일 ~ 1997년 10월 18일 | 매주 토요일 저녁 6:50 ~ 7:55 |
| KBS 2TV   | 1997년 10월 25일 ~ 1998년 1월 3일  | 매주 토요일 저녁 5:55 ~ 7:55 |
| KBS 2TV   | 1998년 1월 10일 ~ 1998년 2월 28일  | 매주 토요일 저녁 6:50 ~ 7:55 |

## 역대 진행자
- 이경실, 최수종 (1996년 3월 9일 ~ 1996년 4월 27일)
- 이경실, 최수종, 신동엽 (1996년 5월 4일 ~ 1996년 9월 7일)
- 이경실, 이재룡, 신동엽 (1996년 9월 14일 ~ 1997년 3월 1일)
- 이재룡, 신동엽, 김수근 (1997년 3월 8일 ~ 1997년 5월 3일)
- 이재룡, 신동엽, 홍진경 (1997년 5월 17일 ~ 1997년 10월 18일)
- 최수종, 진재영, 강호동, 김현주 (1997년 10월 25일 ~ 1997년 12월 13일)
- 최수종, 강호동, 김현주 (1997년 12월 20일 ~ 마지막회)

## 시간대 변경
- 1996년 9월 28일 - 6시부터 7시 55분까지 추석특집으로 편성됐으며 이 과정에서 <웃음천국>은 5시로 옮겨갔고 <지구촌 영상세계> 결방

## 결방
- 1997년 5월 10일 - 5시 35분부터 <슈퍼탤런트 선발대회> 1~2부 편성으로[5] 결방되었다.